# 坦克大決戰 (電影)
《坦克大決戰》（英語：Battle of the Bulge，又名《突出部之役》）是一部1965年上映戰爭片電影，導演是肯·安納金，集亨利·方達、勞勃·蕭、特利·薩瓦拉斯、勞勃·雷恩、達納·安德魯斯及查爾斯·布朗森多名明星演員。勞勃·蕭飾演国防军装甲兵上校旅長帶領德軍反攻盟軍，尤為此片靈魂台柱人物，而第二次世界大戰中也確有此人——武装黨衛軍約亨·派普上校。
值得一提的是當年這部電影全球首映時是12月16日在加州好萊塢著名電影院圆顶剧院，為呈現數十輛坦克作戰氣勢，該電影院用70 mm 伊士曼超大銀幕（Ultra Panavision 70）放映。

## 劇情
好萊塢自突出部之役得到拍片靈感，但並不是那麼忠於呈現事實，電影中的海斯勒上校（勞勃·蕭飾演；此虛構人物改編自一位德軍戰鬥英雄約亨·派普上校）率領德軍第6裝甲軍團親衛隊第1師的一個裝甲旅，在冰雪冬天發動突擊反攻盟軍，這時盟軍都駐守在阿登地區的茂密森林裡，亨利方達飾演的美國情報軍官預先通知美軍「德軍即將反攻」，但是沒人相信他，最後德軍的攻擊導致美軍傷亡慘重，部分德軍還穿著美軍軍服作戰，意圖暗殺盟軍統帥艾森豪威尔將軍（狮鹫行动）。電影裡也有呈現德軍當時屠殺美軍戰俘的马尔梅迪慘案。
德軍戰車一路推進到安不列顛，由於在白天發動的攻勢無效，海斯勒上校決定發動夜戰，和美軍展開激烈的爭奪戰，終於奪下安不列顛。最後美德兩軍的戰車部隊在廣大平原展開決戰，美軍幾乎全軍覆沒，然而這是為了消耗德軍燃料而設下的陷阱，麾下戰車缺乏燃料的海斯勒也果然下令進攻美軍的油料庫，但是美軍一部分士兵識破了這行動，決定利用油料庫的大量油料，縱火燒毀在狹窄道路上排成一列的德軍戰車，海斯勒也在過程中陣亡了。最後缺乏燃料的殘存德軍拋棄裝備，排成長長的縱隊步行撤退。

## 演員
- 凱利中校：亨利·方達
- 海斯勒上校：勞勃·蕭
- 葛瑞將軍：勞勃·雷恩
- 普里查德上校：達納·安德魯斯
- 烏倫斯基少校：查爾斯·布朗森
- 葛菲中士：特利·薩瓦拉斯
- 科勒將軍：沃納·彼得斯
- 康納：漢斯·克里斯蒂·布萊什
- 迪波少校：卡爾·奧托·歐博蒂

## 與史實同異處
與現代拍第二次世界大戰美國電視影集《諾曼第大空降》比較，《坦克大決戰》就不太依據史實拍攝。而勞勃·蕭飾演的德軍愛國上校則確有此人（約亨·派普上校），差別在：電影裡他英勇陣亡；真實的約亨·派普上校則由於燃料不足而撤退，徒步回國。片中德军出發前往作战前，戰車车长们原地踏步以德语合唱德国裝甲兵进行曲，雄壮威武，后成台湾部分大专院校德文系练习德文歌曲样本。
片中德軍使用的虎王戰車，實際是用美國冷戰時期製造的M47巴頓戰車；而美軍使用的M4雪曼戰車，則是以美國M24霞飛戰車代替。

## 相關聯結
- 互联网电影数据库（IMDb）上《坦克大決戰》的资料（英文）
- TCM电影资料库上《坦克大決戰》的资料（英文）
- AllMovie上《坦克大決戰》的资料（英文）
- 爛番茄上《坦克大決戰》的資料（英文）
- Box Office Mojo上《坦克大決戰》的資料（英文）
- Marcus Wendel (14 May 2006), "Heer Units（页面存档备份，存于）". Viewed December 26, 2006.